# Pictures of Lily/Doctor, Doctor
Pictures of Lily/Doctor, Doctor è il decimo singolo discografico del gruppo rock britannico The Who, pubblicato nel Regno Unito nel 1967.

## Tracce
Lato A
1. Pictures of Lily – 2:37 (Pete Townshend)

Lato B
1. Doctor, Doctor – 2:55 (John Entwhistle)

## Storia
Durante il periodo nel quale venne inciso il brano Pictures of Lily, nel 1967, Kit Lambert, il manager della band, secondo Townshend, effettuò lui stesso il mixaggio della traccia. Egli filmò la band mentre registrava il brano, mostrando i quattro membri del gruppo al lavoro, con Keith Moon reclutato per cantare le note alte. Daltrey raccontò che l'assolo di corno inglese fu un tentativo di ricreare il suono di una sirena d'allarme della prima guerra mondiale, dato che Lily era una pin-up di quei tempi. All'inizio della canzone, il cantante lamenta di soffrire di insonnia. Quando il padre gli dà delle foto di Lily, il protagonista si sente meglio e riesce ad addormentarsi. Presto, inizia a desiderare Lily come persona reale e non solo come immagine su una fotografia, e chiede al padre di presentargliela. Il genitore informa il ragazzo che "Lily" è morta nel 1929. Inizialmente, il giovane si dispera, ma poi torna felice alle sue foto e alle sue fantasie erotiche.
Secondo quanto affermato dallo stesso Pete Townshend nel libro del 2006 Lyrics di Rikky Rooksby: «l'idea mi venne da una foto di una vecchia stella del vaudeville di nome Lily Bayliss [sic] che la mia ragazza dell'epoca aveva appeso alla parete. Era una vecchia cartolina sbiadita degli anni venti e qualcuno ci aveva scritto sopra: "ecco qui un'altra foto di Lily – spero che tu non l'abbia già"». Lillie Langtry, la celebre star del music hall, morì nel 1929, l'anno citato nella canzone. La donna citata da Townshend invece, sarebbe Lilian Baylis, impresaria teatrale, morta nel 1937, che però non era assolutamente una pin-up. Mark Wilkerson scrisse che il brano è "principalmente un inno alla masturbazione e all'importanza della stessa per un giovane uomo". Tuttavia, nel testo della canzone la masturbazione non viene mai menzionata esplicitamente.
La canzone venne eseguita dal vivo fin dal 1966, e continuò a far parte della scaletta dei concerti fino al 1968. Tornò a sorpresa durante uno show a Passaic, New Jersey, l'11 settembre 1979, dove Daltrey dimenticò le parole del testo e la band passò a suonare All Right Now dei Free al posto di Pictures of Lily. Daltrey eseguì il brano quattro volte durante il suo tour solista del 1985. Gli Who reinserirono la traccia in scaletta fin dalla fine degli anni ottanta, eseguendola dal vivo in maniera sporadica nel corso dei successivi anni. La canzone è stata reinterpretata da David Bowie sull'album Substitute: The Songs of The Who, un tribute album del 2001. e dalla punk band argentina Attaque 77 in lingua spagnola nel loro album di cover Otras Canciones.